# Кун, Карлтон Стивенс
Ка́рлтон Сти́венс Кун (англ. Carleton Stevens Coon; 23 июня 1904 — 3 июня 1981) — американский антрополог.

## Биография
Окончил Гарвардский университет, где получил степень доктора в 1928 году и преподавал с 1934 по 1948 год. Затем был куратором университетского музея в университете Пенсильвании. Кун был сторонником целостного подхода в антропологии — он проводил исследования по этнографической, социальной, физической и археологической антропологии. Регионом его основных научных интересов и научной специализации были Северная Африка и Ближний Восток.
Кун проводил экспедиции в Марокко в 1925—1928, 1939, 1947 и 1962—1963 годах. В 1920-е годы он занимался этнографическим, социально-антропологическим и физико-антропологическим изучением населения Рифейских гор, это стало темой его докторской диссертации и более ранних работ. Также он занимался археологическими исследованиями культур каменного века, в том числе исследованием пещерных поселений.
В 1929—1930 годах Кун проводил исследование горцев Албании для проверки некоторых своих предположений — о происхождении динарской расы, а второй — о том, что существует взаимосвязь между ростом и содержанием кальция в обрабатываемой земле. В 1933 году Кун направился в Эфиопию для исследований, но политическая ситуация вынудила его отправиться в Йемен. В 1948—1951 годах исследовал культуры каменного века в Иране и Ираке. В 1954 году он открыл и исследовал пещеры каменного века в Афганистане, а также посетил Австралию, где работал совместно с Тиви. В 1955 году Кун работал в Сирии и Центральной Африке.
В 1959 году Кун принимал участие в научной экспедиции, которая проводила физиологические исследования алакалуфов в южном Чили. В 1965 году Кун был в Сьерра-Леоне, где проводил археологические исследование в пещере Йенгема.

## Работы
В 1942 году совместно с Элиотом Д. Чэпплом он опубликовал «Принципы антропологии» (Principles of Anthropology). Другие его работы — «Расы Европы» (The Races of Europe, 1939), «История человечества» (The Story of Man, 1954), «Происхождение рас» (The Origin of Races, 1962), «Современные расы человека» (The Living Races of Man, 1965). Результат его работ во время второй мировой войны вышел под заглавием «Североафриканская история» (A North Africa Story, 1980). Его жизнь и судьба стали основой книги «Приключения и открытия» (Adventures and Discoveries, 1981).
В 1955 году Кун стал академиком Национальной академии наук США, а также был председателем Американской aссоциации физических антропологов в 1961—1962 годах.
Научные:
| Оригинал                                                                              | Русский                   | Дата выхода | Издатель                                      |
| ------------------------------------------------------------------------------------- | ------------------------- | ----------- | --------------------------------------------- |
| The Origin of Races                                                                   |                           | 1962        | Alfred A. Knopf                               |
| The Story of Man                                                                      |                           | 1954        | Alfred A. Knopf                               |
| The Races of Europe                                                                   | Расы Европы               | 1939        | The Macmillan Company                         |
| Caravan: the Story of the Middle East                                                 |                           | 1951        | Henry Holt and Company                        |
| Races: A Study of the Problems of Race Formation in Man                               |                           | 1950        | Charles C. Thomas                             |
| The Hunting Peoples                                                                   |                           | 1971        | Little, Brown and Company                     |
| Anthropology A to Z                                                                   |                           | 1963        | Grosset & Dunlap                              |
| The Living Races of Man                                                               | Современные расы человека | 1965        | Alfred A. Knopf                               |
| The Seven Caves: Archaeological Explorations in the Middle East                       |                           | 1957        | Alfred A. Knopf                               |
| Mountains of Giants: A Racial and Cultural Study of the North Albanian Mountain Ghegs |                           | 1950        | Музей Пибоди                                  |
| Yengema Cave Report                                                                   |                           | 1968        | University Museum, University of Pennsylvania |
| Racial Adaptations                                                                    |                           | 1982        | Burnham Inc. Pub.                             |
| Principles of Anthropology                                                            | Принципы антропологии     | 1942        | H. Holt and Company                           |

Прочее:
| Оригинал                                                          | Русский                   | Дата выхода | Издатель                   |
| ----------------------------------------------------------------- | ------------------------- | ----------- | -------------------------- |
| Flesh of the Wild Ox                                              |                           | 1932        | William Morrow & Company   |
| The Riffian                                                       |                           | 1933        | Little, Brown and Company  |
| A North Africa Story: Story of an Anthropologist as OSS Agent     | Североафриканская история | 1980        | Gambit Publications        |
| Measuring Ethiopia and Flight Into Arabia                         |                           | 1935        | Little, Brown, and Company |
| Adventures and Discoveries: The Autobiography of Carleton S. Coon | Приключения и открытия    | 1981        | Prentice Hall              |

## Концепции
Ранние работы Куна в области физической антропологии, такие как «Расы Европы» (1939), были типичны для своего времени. Он описал различные расовые «типы», предположительно присутствующие в человеческих популяциях, но отверг конкретное определение «расы» и не пытался объяснить, как эти типы возникли. Согласно изложенным в книге Куна «Расы Европы» взглядам, историю европеоидной («белой») расы можно представить следующим образом: древнее население Европы верхнего палеолита-мезолита, в основе своей принадлежащее к виду Homo sapiens, но с неандертальской примесью, в неолите встретилось с мощным потоком населения средиземноморского типа (чистыми Homo sapiens) из Северной Африки и с Ближнего Востока. В результате произошедшего смешения «чистые» средиземноморцы остались только на юге Европы, а в Центральной Европе палеолитические типы в качестве субстрата заново проявились в форме антропологического типа, который Кун называет «альпийской расой». Только в Северной Европе средиземноморские завоеватели в большой степени сохранили свой физический тип. При этом путём отбора они приобрели светлую пигментацию, в зачаточной форме присутствовавшую у всех средиземноморцев.

## Критика
Подход Куна изменился после 1950 года, когда он попытался защитить эссенциалистскую концепцию расы от новой физической антропологии, предложенной его бывшими друзьями Шервудом Уошберном и Эшли Монтегю, которые указывали, что современное понимание генетики человека отрицает расу как научную категорию. В пику им в «Происхождении рас» (1962) Кун изложил теорию о том, что существует пять различных подвидов Homo sapiens, которые эволюционировали параллельно в разных частях света. Книга подверглась широкой критике и ознаменовала решительный разрыв между Куном и научным мейнстримом. Один из самых суровых критиков книги, генетик Феодосий Добржанский, назвал её «льющей воду на мельницы расистов». Кун отвечал враждебностью, а Монтегю, бывшего мишенью маккартистов, подозревал в симпатиях к коммунистам и в том, что он настраивает Добржанского и других против него. Кун даже вышел из состава Американской ассоциации физических антропологов в 1961 году после того, как та проголосовала за осуждение книги его двоюродного брата Карлтона Патнэма, пропагандирующей превосходство белой расы. 
В настоящее время американские антропологи упрекают Карлтона Куна в элитизме. Кун также оставался сторонником существования криптидных «диких людей», таких как снежный человек и йети, которые, по его мнению, были реликтовыми популяциями человекоподобных обезьян, обнаружение которых подтвердило бы его теорию о раздельном происхождении человеческих рас. Он участвовал в планировании экспедиций «охоты на йети» в Непал и Тибет, хотя также высказывались предположения, что это было прикрытием для шпионажа.